# Earnslaw

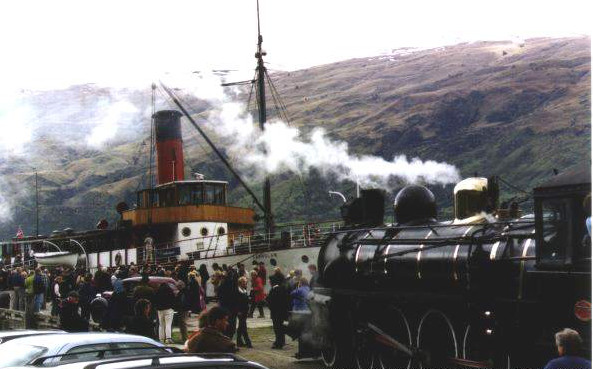
Die Earnslaw trifft im Jahr 2002 auf den Kingston Flyer

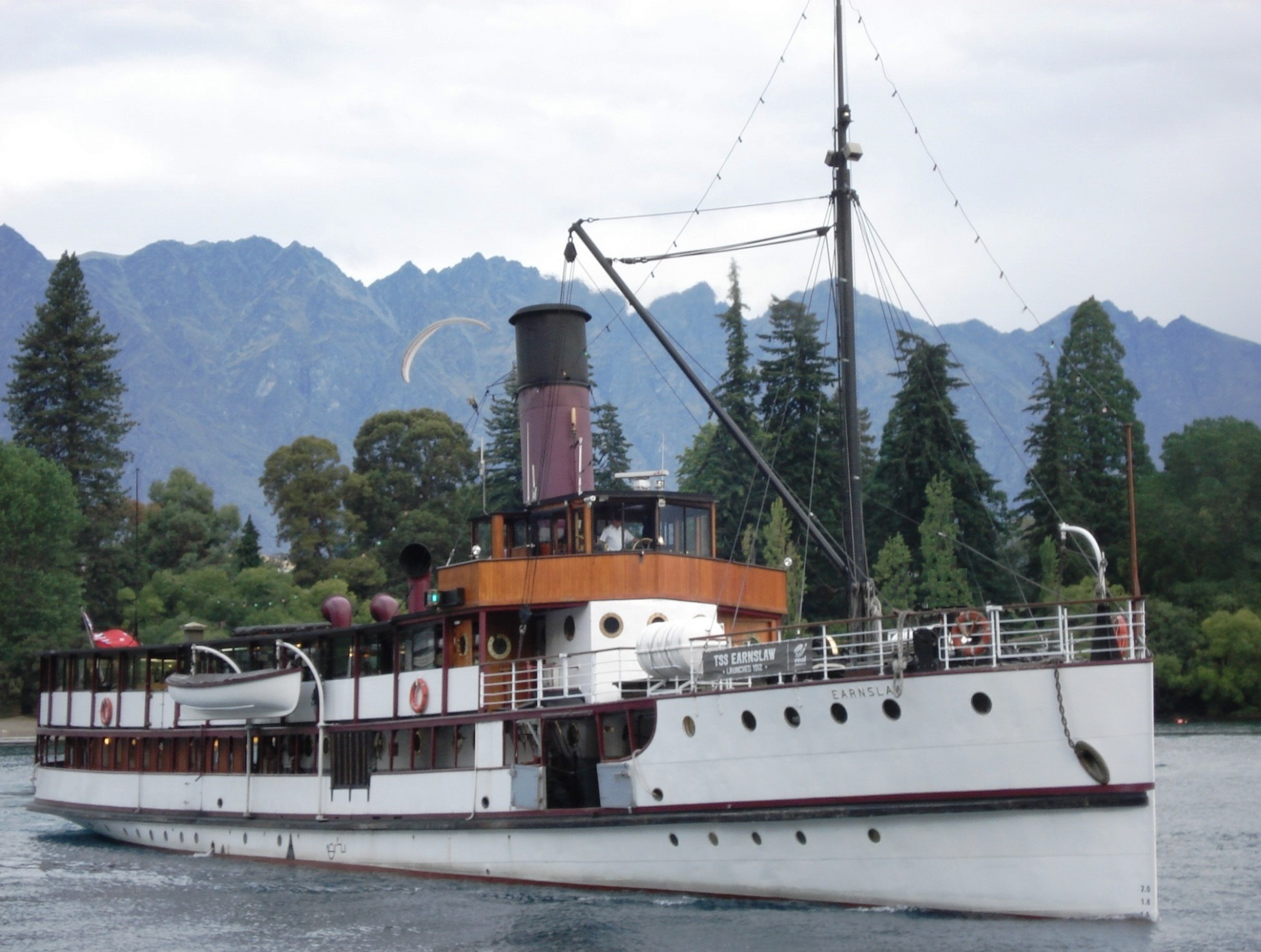
Die Earnslaw (2015)

Die Earnslaw ist ein 1912 erbautes Dampfschiff, das heute noch den Lake Wakatipu in Neuseeland befährt. Das Schiff ist eine touristische Sehenswürdigkeit und der einzige noch kommerziell betriebene kohlebefeuerte Passagierdampfer der Südhalbkugel. Im Lloyd’s Register ist das Schiff als das einzige noch betriebsfähige, kohlebefeuerte Dampfschiff registriert.

## Geschichte
Zu Beginn des 20. Jahrhunderts vergab New Zealand Railways  (NZR) einen Auftrag an den Schiffbauer John McGregor and Co. in Dunedin, ein Dampfschiff für den Lake Wakatipu zu bauen, Kosten, 21.000 Pfund. Das Schiff wurde nach dem Mount Earnslaw, einem Berg nördlich des Lake Wakatipu, benannt. Mit 48 Metern Länge sollte die Earnslaw das größte Schiff des Sees werden. Hugh McRae vom New Zealand Government Railways Department in Dunedin war für den Entwurf des Schiffes zuständig. Die Kiellegung erfolgte am 4. Juli 1911. Für den Transport wurde das Schiff wieder zerlegt, die Hülle in durchnummerierte Teile sortiert und mit der Eisenbahn nach Kingston am Südende des Sees transportiert. Dort wurde das Schiff wieder zusammengesetzt und am 24. Februar 1912  mit der Jungfernfahrt nach Queenstown seiner Bestimmung übergeben. Kapitän durfte an diesem Tag der Seefahrtsminister Neuseelands sein.
Die Earnslaw, auch „Lady of the Lake“ genannt, wurde vom New Zealand Railways (NZR) betrieben. Zusammen mit den Schaufelraddampfern Antrim und Mountaineer und dem Schraubendampfer Ben Lomond, wurde das Schiff für den Transport von Schafen, Rindern und Passagieren zu den Farmen im Bergland um den See herum genutzt.
1968 wurde das Dampfschiff nur knapp vor der Verschrottung gerettet, indem es von Fiordland Travel (heute Real Journeys) gekauft wurde. 1984 erfolgte eine Generalüberholung, bei der der 12 m hoher Schornstein rot und die Hülle weiß gestrichen wurde. Die Passagierdecks bekamen eine Verglasung. Im März 1990 durften Königin Elizabeth II. und Prinz Phillip Gast auf dem Dampfer sein, ebenso wie das Königspaar von Belgien Jahre später. Während der langen Betriebszeit der Earnslaw gab es lediglich zwei Zwischenfälle. Die zwei Strandungen auf dem Schotterufer des Sees verliefen aber glimpflich.
In dem Film Indiana Jones und das Königreich des Kristallschädels von 2008 durfte das Schiff als „Statist“ einen Amazonasdampfer darstellen. Vier Jahre später jährte sich die Inbetriebsetzung des Dampfers zum 100. Mal, was im Oktober 2012 entsprechend zelebriert wurde.

## Technische Daten und Beschreibung
Die Earnslaw ist 51,2 Meter lang und 7,3 Meter breit. Das Schiff hat bei einem Tiefgang von 2,1 Meter eine Verdrängung von 329,55 Tonnen. Die Schiffshülle besteht aus 1/4 Zoll dicken Platten aus Siemens-Martin-Stahl, wobei das Deck aus Kauriholz gefertigt ist. Zwei Dreifachexpansionsdampfmaschinen mit je 500 PS, die jeweils auf einen Propeller wirken, treiben die Earnslaw an. Ähnlich wie bei einer Dampflokomotive sind die Kessel aufgebaut und arbeiten mit einem Druck von etwa 12 bar. Das Schiff hat in seinem Kohlebunker Platz für 14 Tonnen Brennstoff. Es wird mit 11 Besatzungsmitgliedern betrieben und kann 389 Passagiere aufnehmen.

## Heutige Nutzung
Die Earnslaw wird für den Transport von Touristen über den Lake Wakatipu von Queenstown aus zur Walter Peak High Country Farm, einer touristisch betriebene Farm mit Farmrundgängen, Reitausflügen, geschichtlichen Wanderungen, Picknick und Abendessen im ehemaligen Wohnhaus, genutzt. In den Sommermonaten fährt das Schiff 14 Stunden am Tag, im Rest des Jahres 11 Stunden. Die Passagiere können auf der anderthalb Stunden langen Fahrt über einen Besuchergang im Maschinenraum die Dampfmaschinen ansehen und den Heizer bei der Arbeit beobachten. Jedes Jahr, meist Ende Mai/Anfang Juni, wird das Schiff einer Inspektion unterzogen und jedes zweite Jahr zu Wartungszwecken aus dem Wasser genommen.

## Fotogalerie

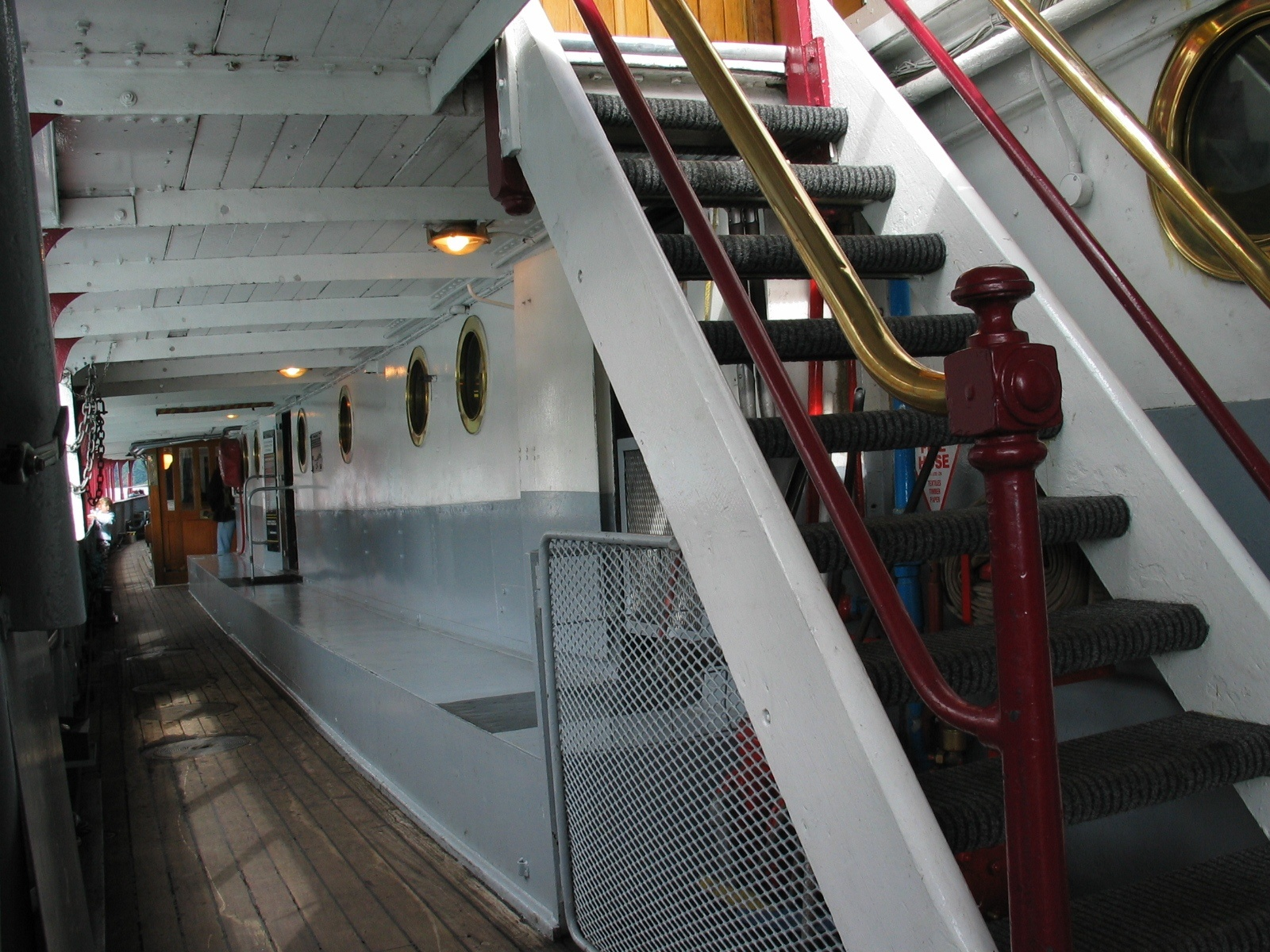
Treppe zwischen den Decks, Backbordseite
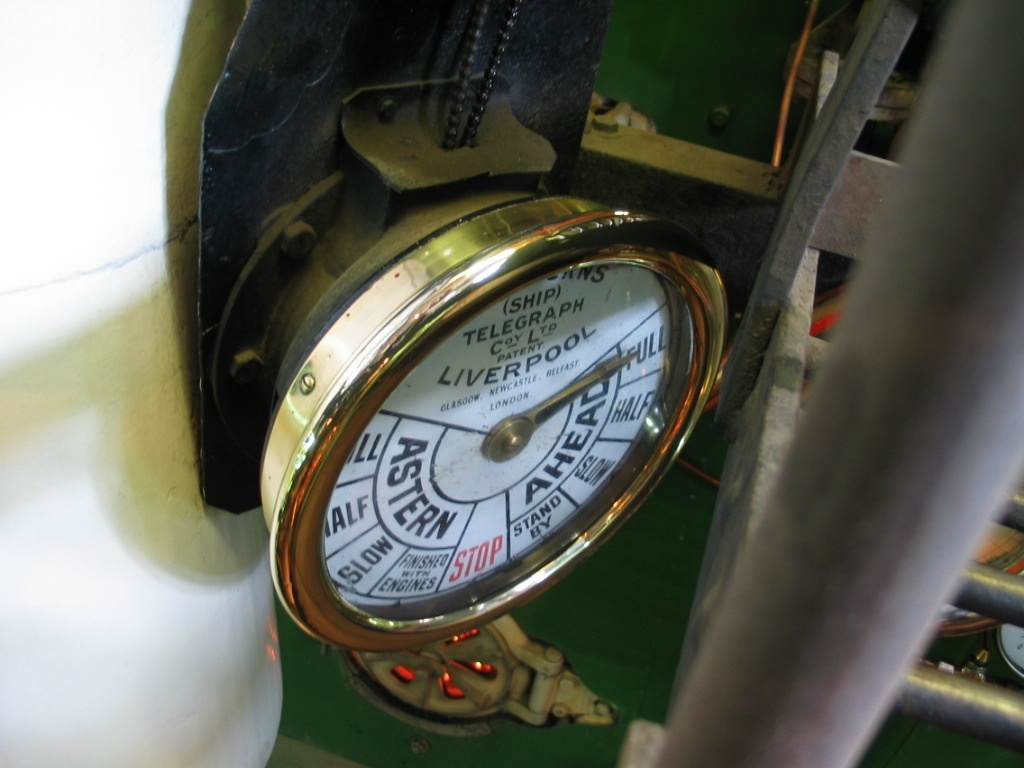
Maschinentelegraf
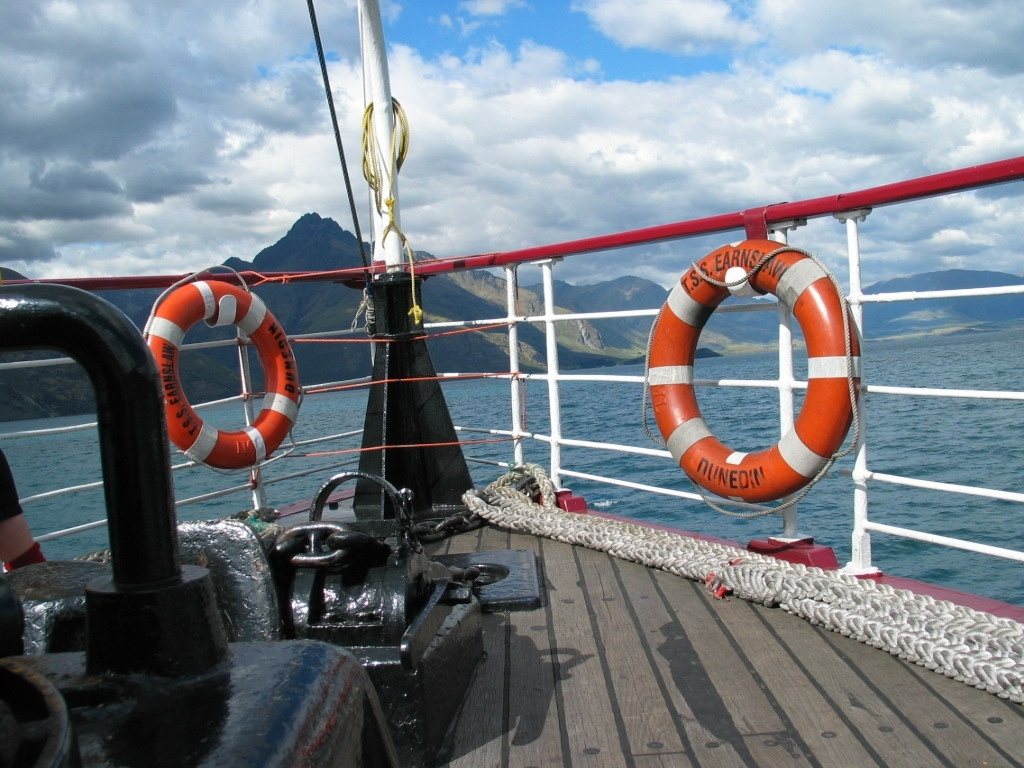
Vorderdeck
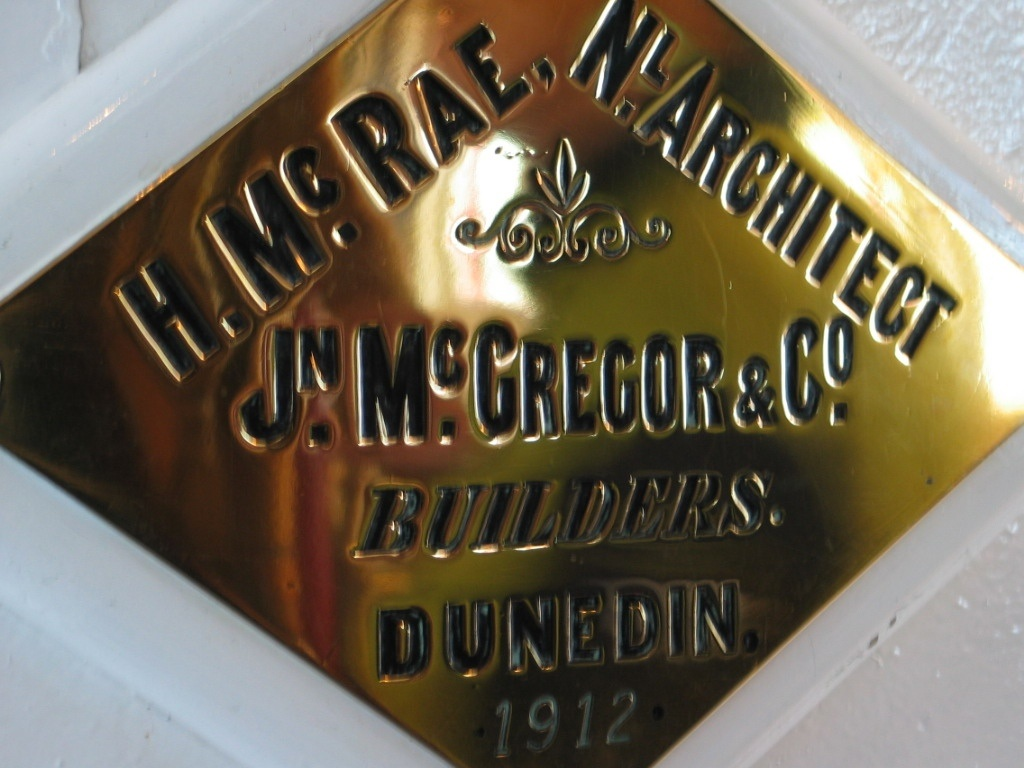
Typenschild
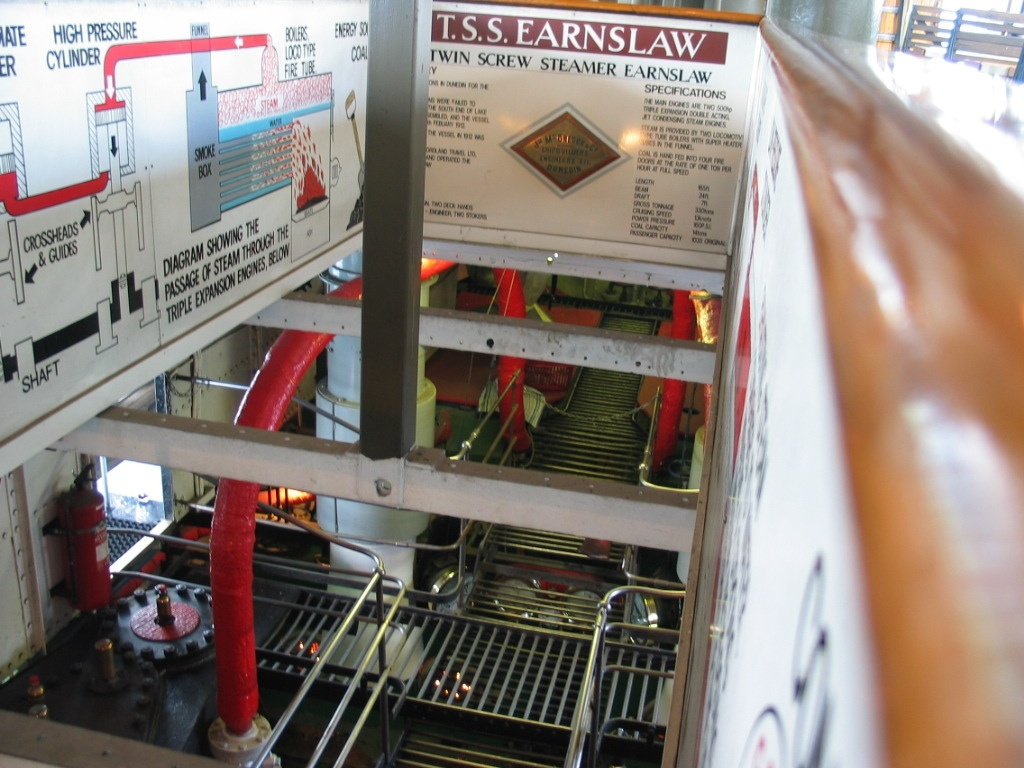
Maschinenraum
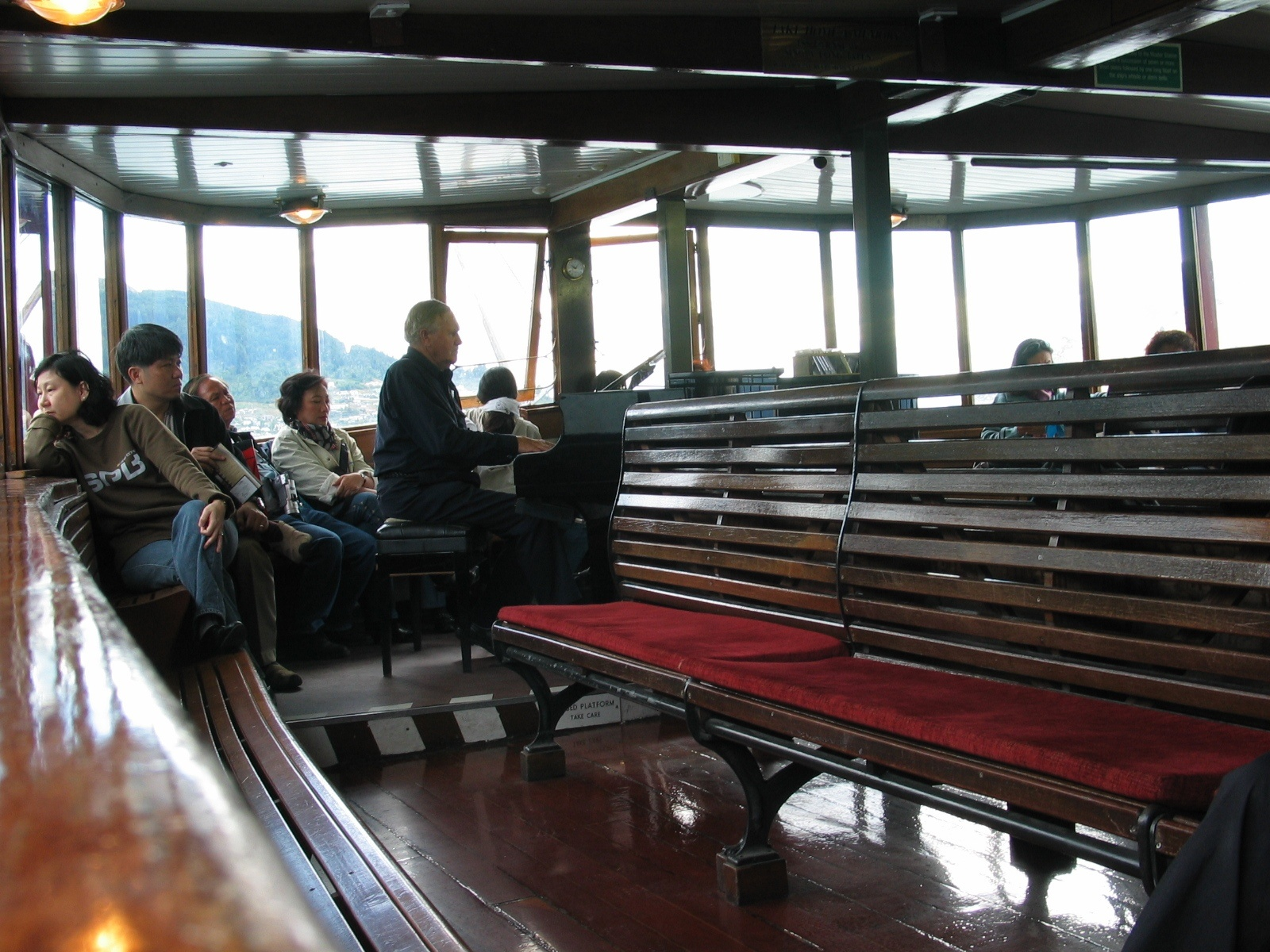
Passagierdeck